# Peróxido de potássio
Peróxido de potássio é um composto inorgânico com a fórmula molecular K2O2 e massa molar 110.195 gmol−1. É formado quando o potássio reage com o oxigênio do ar. Pequenos pedaços de potássio quando esquentados no ar tendem a derreter e se transformar em uma mistura de peróxido de potássio com superóxido de potássio
2 K + O2 → K2O2
Apresenta-se como um sólido amarelo ou alaranjado com um ponto de fusão de 490 °C ( 763 K), decompõe-se com produção de oxigênio em água, é usado como um agente oxidante e alvejante.